# Montournais
Montournais est une commune française située dans le département de la Vendée en région Pays de la Loire.

## Géographie
Montournais est situé à l'est du département de la Vendée, dans le « Haut-Bocage » vendéen, proche de « la Gâtine » aux limites des Deux-Sèvres.
L’altitude allant de 103 mètres à 251 mètres sur le massif granitique de la commune, l’altitude moyenne est de 178 mètres,.
Le territoire municipal de Montournais s’étend sur 2 946 hectares, à 52 kilomètres de La Roche-sur-Yon.
La commune de Montournais est voisine de 6 autres communes : Pouzauges, Saint-Mesmin, Saint-André-sur-Sèvre, Menomblet, Réaumur et La Meilleraie-Tillay.
| Pouzauges            | Saint-Mesmin |                                   |
| La Meilleraie-Tillay | Montournais  | Saint-André-sur-Sèvre Deux-Sèvres |
| Réaumur              |              | Menomblet                         |

### Climat
Pour des articles plus généraux, voir Climat des Pays de la Loire et Climat de la Vendée.
En 2010, le climat de la commune est de type climat océanique altéré, selon une étude du CNRS s'appuyant sur une série de données couvrant la période 1971-2000. En 2020, Météo-France publie une typologie des climats de la France métropolitaine dans laquelle la commune est exposée à un climat océanique et est dans une zone de transition entre les régions climatiques « Bretagne orientale et méridionale, Pays nantais, Vendée » et « Poitou-Charentes ». 
Pour la période 1971-2000, la température annuelle moyenne est de 11,5 °C, avec une amplitude thermique annuelle de 14,7 °C. Le cumul annuel moyen de précipitations est de 954 mm, avec 13 jours de précipitations en janvier et 7,3 jours en juillet. Pour la période 1991-2020, la température moyenne annuelle observée sur la station météorologique de Météo-France la plus proche, « St-Fulgent_sapc », sur la commune de Saint-Fulgent à 34 km à vol d'oiseau, est de 12,6 °C et le cumul annuel moyen de précipitations est de 815,9 mm,. Pour l'avenir, les paramètres climatiques de la commune estimés pour 2050 selon différents scénarios d'émission de gaz à effet de serre sont consultables sur un site dédié publié par Météo-France en novembre 2022.

## Urbanisme

### Typologie
Au 1er janvier 2024, Montournais est catégorisée commune rurale à habitat dispersé, selon la nouvelle grille communale de densité à sept niveaux définie par l'Insee en 2022.
Elle est située hors unité urbaine. Par ailleurs la commune fait partie de l'aire d'attraction de Pouzauges, dont elle est une commune de la couronne,. Cette aire, qui regroupe 7 communes, est catégorisée dans les aires de moins de 50 000 habitants,.

### Occupation des sols
L'occupation des sols de la commune, telle qu'elle ressort de la base de données européenne d’occupation biophysique des sols Corine Land Cover (CLC), est marquée par l'importance des territoires agricoles (97,2 % en 2018), une proportion sensiblement équivalente à celle de 1990 (97,7 %). La répartition détaillée en 2018 est la suivante : 
terres arables (51,1 %), zones agricoles hétérogènes (25,5 %), prairies (20,7 %), zones urbanisées (2,4 %), forêts (0,4 %). L'évolution de l’occupation des sols de la commune et de ses infrastructures peut être observée sur les différentes représentations cartographiques du territoire : la carte de Cassini (XVIIIe siècle), la carte d'état-major (1820-1866) et les cartes ou photos aériennes de l'IGN pour la période actuelle (1950 à aujourd'hui).

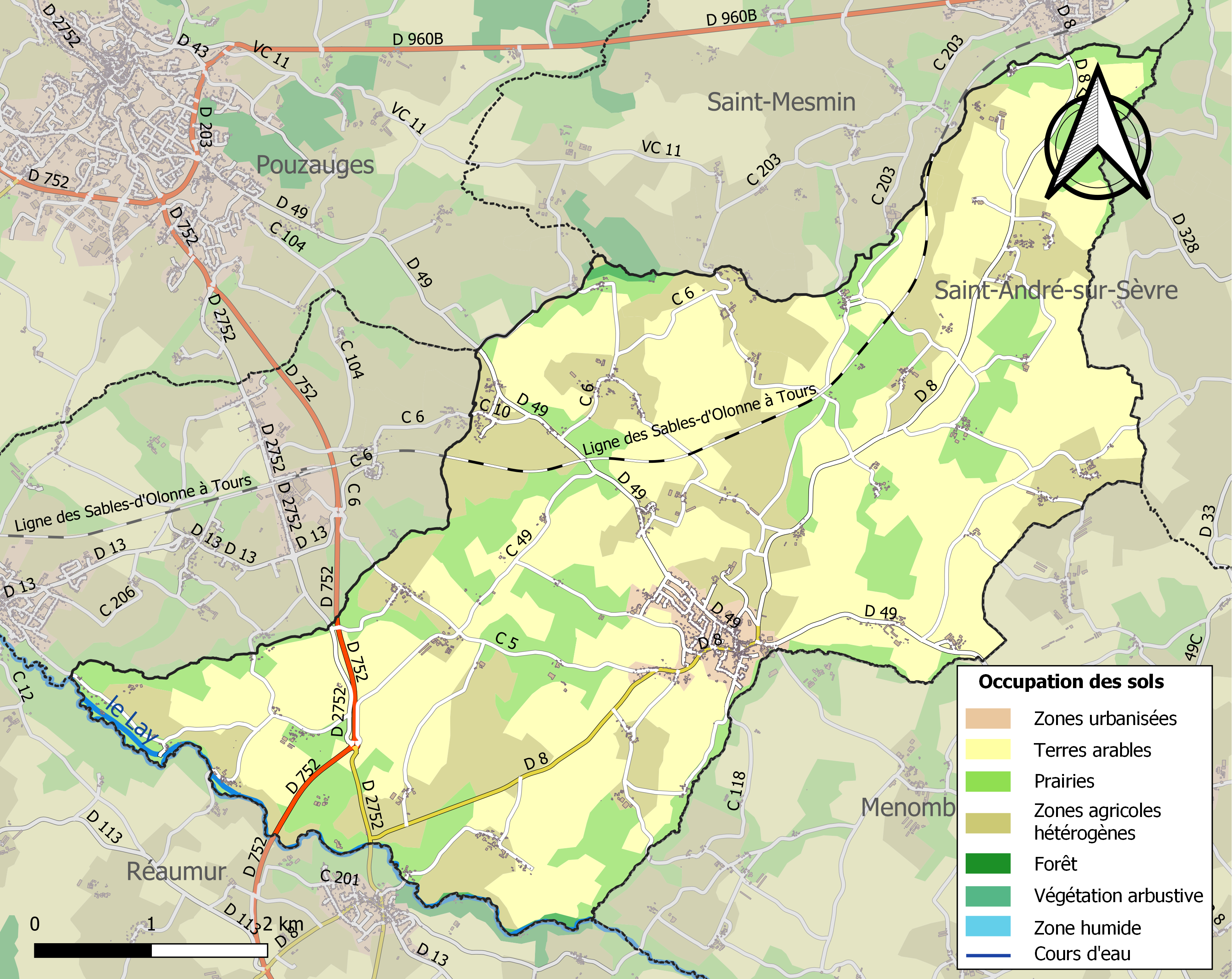
Carte des infrastructures et de l'occupation des sols de la commune en 2018 (CLC).

## Toponymie
La ville tient son nom du Nay, un affluent du Lay, et désigne littéralement les collines bordant ladite rivière, qui figurent d'ailleurs sur le blason de la commune.

## Histoire
L'histoire de Montournais remonte au Néolithique. En témoigne l'un des principaux sites de silex taillés et de pierres polies constatés en Vendée.
Des voies romaines encore visibles attestent de la présence romaine à Montournais.
Durant la guerre de Vendée, Montournais a été le théâtre d'affrontements entre républicains et royalistes :
« À Montournais, aux Épesses, et dans plusieurs autres lieux, le général Amey fait allumer les fours et, lorsqu'ils sont bien chauffés, il y jette femmes et enfants. »
(Commissaires républicains Morel et Carpentry, lettre à la Convention du 24 mars 1794. Cité dans Pourquoi nous ne célébrerons pas 1789, Jean Dumont, ed. ARGE 1987, p. 71, et cité dans La Guerre de Vendée, A. Billaud, p. 196)

## Héraldique
| Blason | Blasonnement : D'argent à la montagne de deux pics de sinople, celui de dextre plus petit, à la divise d'azur brochant à dextre et disparaissant à senestre, au soleil levant d'or. |

## Lieux et monuments
- Église Notre-Dame : édifiée à plusieurs reprises entre le XIIe siècle époque romane et la fin du XVe siècle d'époque gothique ; le monument est majoritairement gothique, même si l'église a conservé quelques éléments de l'époque romane (clocher-porche). Elle possède une double nef, originalité qui lui a valu d'être classée monument historique. Ses vitraux, qui représentent l'enfance du Christ, ont été réalisés par Jean Clamens, un maître-verrier angevin.
- Logis de la Maison Neuve, dit aussi château de la Maison Neuve : la Maison Neuve de Montournais est un logis datant du XVe siècle. Ancienne maison forte entourée d'un jardin à la française et bordée d'un lac artificiel, le logis a été le lieu de tournage du film La Ferme du pendu de Jean Dréville, avec comme acteurs principaux Charles Vanel et Bourvil (1945).
- Le château de la Tourtelière (XIXe siècle) : ce château a abrité jusqu'en 1997 l'École normale libre de Vendée dite « École normale de la Tourtelière ». L'institution a ensuite été déplacée à Pouzauges, et se nomme désormais le lycée Notre-Dame-de-la-Tourtelière de Pouzauges[14].
- Plusieurs souterrains-refuges sont connus sous le territoire communal[15].

## Personnalités liées à la commune
- Clemenceau venait régulièrement à Montournais dans son enfance depuis le village voisin de Mouillerons-en-Pareds.
- Pierre Barouh (auteur compositeur interprète) : pendant la Seconde Guerre mondiale, Pierre Barouh s'est réfugié à Montournais, plus précisément à la Grèlerie chez la famille Rocher, pour échapper aux exactions nazies. Il dit s'être inspiré de ses souvenirs d'enfance à Montournais lorsqu'il a composé la chanson « La Bicyclette », interprétée par la suite par Yves Montand. Grâce à cette chanson, la Paulette de Montournais a rejoint le rang des inconnus célèbres (au même titre que la Madeleine de Jacques Brel, Nathalie la guide de Gilbert Bécaud, etc.) Le Courrier de l'Ouest a publié le 7 juin 2013 un article[16] indiquant que Paulette avait été retrouvée.
- Jean-Paul Bertaud (historien) : spécialiste français de l’« Histoire sociale de l’armée sous la Révolution et l’Empire », Jean-Paul Bertaud a grandi à Montournais[17].

## Politique et administration

### Intercommunalité
Montournais fait partie de la communauté de communes du Pays-de-Pouzauges.

### Liste des maires
| Période                                  | Période   | Identité         | Étiquette | Qualité                 |
| ---------------------------------------- | --------- | ---------------- | --------- | ----------------------- |
| 1947                                     |           | Auguste Roy      |           | Boulanger               |
| mars 1965                                | juin 1995 | Gaëtan Guédon    |           | Maire honoraire         |
| juin 1995                                | mars 2001 | Georges Adam     |           | Médecin                 |
| mars 2001                                | mars 2008 | Pierre Loizeau   |           | Professeur retraité     |
| mars 2008                                | mai 2020  | Michel Guignard, | DVD       | Maître d'œuvre retraité |
| mai 2020                                 | En cours  | Dominique Martin |           | Artisan                 |
| Les données manquantes sont à compléter. |           |                  |           |                         |

## Associations
La commune de Montournais compte plusieurs dizaines d'associations actives et notamment : 
- Sports : le Palet des Monts (palet vendéen), les Baladins du Bocage (randonnée pédestre), le Haut Bocage Basket Club (basketball), ainsi que des clubs de football, tennis de table et gymnastique.
- Théâtre : le TRAM, théâtre récréatif amateur de Montournais.
- Musique : la Fanfare Saint-Louis du Sacré-Cœur, créée en 1933 par l'abbé Louis Joguet.
- Histoire : l'association de recherche historique "Belle Lurette", créée en 2002, publie chaque année une revue intitulée "Un brin d'histoire".

## Population et société

### Démographie

#### Évolution démographique
L'évolution du nombre d'habitants est connue à travers les recensements de la population effectués dans la commune depuis 1793. Pour les communes de moins de 10 000 habitants, une enquête de recensement portant sur toute la population est réalisée tous les cinq ans, les populations de référence des années intermédiaires étant quant à elles estimées par interpolation ou extrapolation. Pour la commune, le premier recensement exhaustif entrant dans le cadre du nouveau dispositif a été réalisé en 2005.

En 2022, la commune comptait 1 626 habitants, en évolution de −2,98 % par rapport à 2016 (Vendée : +5,33 %, France hors Mayotte : +2,11 %).
| 1793  | 1800  | 1806  | 1821  | 1831  | 1836  | 1841  | 1846  | 1851  |
| ----- | ----- | ----- | ----- | ----- | ----- | ----- | ----- | ----- |
| 1 500 | 1 391 | 1 522 | 1 612 | 1 528 | 1 552 | 1 580 | 1 638 | 1 784 |

| 1856  | 1861  | 1866  | 1872  | 1876  | 1881  | 1886  | 1891  | 1896  |
| ----- | ----- | ----- | ----- | ----- | ----- | ----- | ----- | ----- |
| 1 756 | 1 798 | 1 867 | 1 929 | 2 038 | 2 173 | 2 329 | 2 360 | 2 241 |

| 1901  | 1906  | 1911  | 1921  | 1926  | 1931  | 1936  | 1946  | 1954  |
| ----- | ----- | ----- | ----- | ----- | ----- | ----- | ----- | ----- |
| 2 209 | 2 119 | 2 064 | 1 896 | 1 887 | 1 743 | 1 767 | 1 747 | 1 877 |

| 1962  | 1968  | 1975  | 1982  | 1990  | 1999  | 2005  | 2006  | 2010  |
| ----- | ----- | ----- | ----- | ----- | ----- | ----- | ----- | ----- |
| 1 778 | 1 782 | 1 648 | 1 642 | 1 717 | 1 714 | 1 731 | 1 754 | 1 717 |

| 2015  | 2020  | 2022  | - | - | - | - | - | - |
| ----- | ----- | ----- | - | - | - | - | - | - |
| 1 686 | 1 630 | 1 626 | - | - | - | - | - | - |

#### Pyramide des âges
En 2018, le taux de personnes d'un âge inférieur à 30 ans s'élève à 31,3 %, soit en dessous de la moyenne départementale (31,6 %). De même, le taux de personnes d'âge supérieur à 60 ans est de 28,3 % la même année, alors qu'il est de 31,0 % au niveau départemental.
En 2018, la commune comptait 845 hommes pour 806 femmes, soit un taux de 51,18 % d'hommes, largement supérieur au taux départemental (48,84 %).
Les pyramides des âges de la commune et du département s'établissent comme suit.
| Hommes | Classe d’âge | Femmes |
| ------ | ------------ | ------ |
| 0,2    | 90 ou +      | 1,1    |
| 6,5    | 75-89 ans    | 9,7    |
| 18,8   | 60-74 ans    | 20,5   |
| 25,4   | 45-59 ans    | 23,5   |
| 16,3   | 30-44 ans    | 15,5   |
| 14,3   | 15-29 ans    | 13,3   |
| 18,5   | 0-14 ans     | 16,5   |

| Hommes | Classe d’âge | Femmes |
| ------ | ------------ | ------ |
| 0,8    | 90 ou +      | 2,2    |
| 8,7    | 75-89 ans    | 11,1   |
| 20,3   | 60-74 ans    | 21,3   |
| 20     | 45-59 ans    | 19,4   |
| 17,5   | 30-44 ans    | 16,8   |
| 15     | 15-29 ans    | 13,2   |
| 17,7   | 0-14 ans     | 16,1   |

## Pour approfondir